# Cantó de Jarnajas
El cantó de Jarnajas és un cantó francès del departament de Cruesa, situat al districte de Garait. Té 10 municipis i el cap és Jarnajas.

## Municipis
- Blaudés
- La Céle de Gosom
- Domeiròt
- Gosom
- Jarnajas
- Parçac
- Péira Fita
- Rimondés
- Sant Sauve de Tol
- Tres Fonts

## Història
| Data d'elecció                           | Identitat          | Partit                     | Qualitat |
| ---------------------------------------- | ------------------ | -------------------------- | -------- |
| 1970-1982                                | M. Pinet           | UDR                        |          |
| 1982-2001                                | Jack Valette       | RPR                        |          |
| 2001-2008                                | Jean-Claude Lassau | UMP, després Divers droite |          |
| 2008-                                    | Jean-Pierre Vacher | UMP                        |          |
| les dades anteriors no són pas conegudes |                    |                            |          |
|                                          |                    |                            |          |

## Demografia
| 1962  | 1968  | 1975  | 1982  | 1990  | 1999  | 2006  |
| ----- | ----- | ----- | ----- | ----- | ----- | ----- |
| 4.163 | 4.459 | 3.946 | 3.656 | 3.377 | 3.257 | 3.413 |